# Negeri Agung Jaya
Negeri Agung Jaya is een bestuurslaag in het regentschap Ogan Komering Ulu van de provincie Zuid-Sumatra, Indonesië. Negeri Agung Jaya telt 2215 inwoners (volkstelling 2010).